# Узречье (Минская область)
Узре́чье (бел. Узрэчча) — деревня в составе Добринёвского сельсовета Дзержинского района Минской области Беларуси. Деревня расположена в 23 километрах от Дзержинска, 35 километрах от Минска и 23 километрах от железнодорожной станции Койданово.

## История
Посёлок известен со второй половины XIX века, находилась в Узденской волости Минского уезда Минской губернии. В 1897 году, по данным первой всероссийской переписи в деревне — 3 двора, 21 житель, в 1917 году — 8 дворов, 40 жителей. 9 марта 1918 года в составе провозглашённой Белорусской Народной Республики, однако фактически находилась под контролем германской военной администрации. С 1 января 1919 года в составе Советской Социалистической Республики Белоруссия, а с 27 февраля того же года в составе Литовско-Белорусской ССР, летом 1919 года деревня была занята польскими войсками, после подписания рижского мира — в составе Белорусской ССР.
С 20 августа 1924 года в составе Добринёвского сельсовета Койдановского района Минского округа. 15 марта 1932 года Койдановский район преобразован в Койдановский польский национальный район, который 26 июня был переименован в Дзержинский.  31 июля 1937 года Дзержинский национальный полрайон был упразднён, посёлок перешёл в состав Минского района Минского округа, с 20 февраля 1938 года — в составе Минской области. 4 февраля 1939 года Дзержинский район был восстановлен. В 1926 году, по данным первой всесоюзной переписи в застенке проживали 30 жителя, насчитывалось 6 дворов, в одноимённом посёлке — 9 дворов, 48 жителей. В 1930 году был организован колхоз.
В Великую Отечественную войну с 28 июня 1941 года до 6 июля 1944 года под немецко-фашистской оккупацией, во время войны на фронте погибли 5 жителей деревни. В 1960 году насчитывалось 86 жителей, входила в состав совхоза им. Марата Казея (центр — д. Даниловичи. По состоянию на 2009 год в составе ОАО «ММК-Агро» (центр — д. Добринёво).

## Население
| Численность населения (по годам) | Численность населения (по годам) | Численность населения (по годам) | Численность населения (по годам) | Численность населения (по годам) | Численность населения (по годам) | Численность населения (по годам) | Численность населения (по годам) |
| 1897                             | 1917                             | 1926                             | 1960                             | 1991                             | 1999                             | 2004                             | 2009                             |
| -------------------------------- | -------------------------------- | -------------------------------- | -------------------------------- | -------------------------------- | -------------------------------- | -------------------------------- | -------------------------------- |
| 21                               | ↗40                              | ↗78                              | ↗86                              | ↗142                             | ↘135                             | ↘133                             | ↗135                             |
| 2017                             | 2018                             | 2020                             | 2022                             |                                  |                                  |                                  |                                  |
| ↘113                             | ↘108                             | →108                             | ↗111                             |                                  |                                  |                                  |                                  |